# Andraž Vehovar
Andraž Vehovar (Lubiana, 1º marzo 1972) è un ex canoista sloveno.

## Palmarès

### Olimpiadi
- 1 medaglia:
  - 1 argento (Atlanta 1996 nel K-1)

### Mondiali
- 2 medaglie:
  - 2 argenti (Nottingham 1995 nel K-1 a squadre; La Seu d'Urgell 1999 nel K-1 a squadre)

### Europei
- 2 medaglie:
  - 1 argento (Augusta 1996 nel K-1 a squadre)
  - 1 bronzo (Roudnice nad Labem 1998 nel K-1 a squadre)